# Zdravič
Zdravič je priimek več znanih Slovencev:
- Andrej Zdravič (*1952), filmski umetnik in videast
- Franjo Zdravič (1919—1999), zdravnik kirurg